# G8-Gipfel in Camp David 2012
Der G8-Gipfel in Camp David 2012 war das 38. Gipfeltreffen der Regierungschefs der Gruppe der Acht. Es fand vom 18. bis 19. Mai 2012 unter US-amerikanischem Vorsitz (durch Präsident Barack Obama) in Camp David statt.
Er war seit 1975 der sechste G6-, G7- oder G8-Gipfel in den Vereinigten Staaten. Bisherige Gipfel fanden in San Juan (1976, G7), Williamsburg (1983, G7), Houston (1990, G7), Denver (1997, G7) und Sea Island (2004, G8) statt.
Zwei Tage nach Ende des Gipfels fand vom 21. bis 22. Mai in Chicago der NATO-Gipfel statt. Ursprünglich sollte der G8-Gipfel auch in Chicago stattfinden. Das Weiße Haus entschied sich aber für eine räumliche Trennung der beiden Gipfeltreffen. 
Bei diesem G8-Gipfel nahm Russlands Staatspräsident Wladimir Putin nicht teil, er wurde durch Ministerpräsident Dmitri Medwedew vertreten.

## Tagungsort
Ursprünglich plante das Weiße Haus, den Gipfel direkt vor dem NATO-Gipfel in Chicago durchzuführen. Am 7. März 2012 gab das Weiße Haus aber bekannt, dass man sich für eine räumliche Trennung der beiden Treffen entschlossen habe. Als Grund nannte Präsident Obama mögliche Demonstrationen. Demonstranten haben keine Möglichkeit, in die Nähe von Camp David zu gelangen. Der Secret Service hat mögliche Veranstaltungsorte von Demonstrationen wie Parks o. ä. in der näheren Umgebung abgeriegelt.
Dem US-amerikanischen Präsidenten dient Camp David als Erholungs- und Rückzugsort. Verwaltet wird die Anlage von der US Navy, wie der offizielle Name Naval Support Facility Thurmont besagt. In der Vergangenheit wurde Camp David vor allem bekannt, wenn die Präsidenten hochrangige Staatsgäste zu formellen oder informellen Treffen begrüßten. Am bekanntesten ist wohl das von Präsident Jimmy Carter vermittelte Camp-David-Abkommen, welches Grundlage für den Friedensvertrag zwischen Israel und Ägypten nach dem Sechstagekrieg war. Das Gelände von Camp David liegt in einem Nationalpark und ist für die Öffentlichkeit nicht zugänglich.

## Themen

### Europäische Wirtschafts- und Finanzkrise

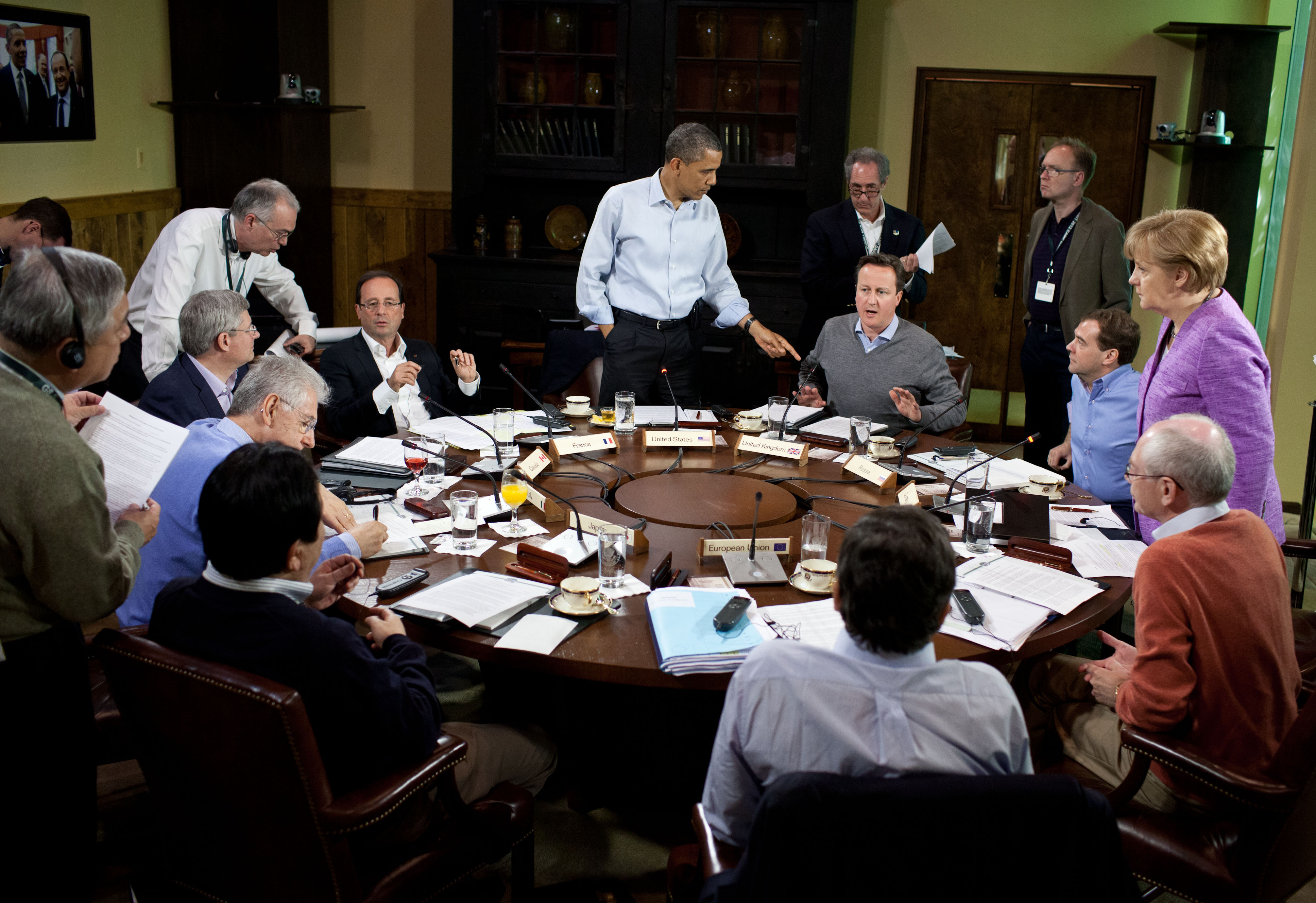
Arbeitstreffen während des G8-Gipfels zur Wirtschaftsfragen

Im Zusammenhang mit der globalen Wirtschaftslage wurden vor allem die ökonomische Situation Europas und die Euro-Schuldenkrise diskutiert. In der Kritik stand dabei die deutsche Bundeskanzlerin Angela Merkel und ihre Ablehnung von schuldenfinanzierten Konjunkturprogrammen. Diese waren zuvor vom amerikanischen Präsidenten Barack Obama und seinem neu gewählten französischen Amtskollegen François Hollande ins Gespräch gebracht worden. Beide hatten sich bei einem Treffen für eine "starke Wachstumsagenda" ausgesprochen. Merkel bekräftigte ihre Ablehnung mit der Warnung, dass kreditfinanzierte Wachstumsprogramme für die Euro-Schuldenkrise mit verantwortlich gewesen seien, und erklärte, dass den G-8 Staaten, anders als beim Ausbruch der Krise 2008, als Folge ihrer gestiegenen Verschuldung eine Finanzierung von Konjunkturprogrammen nicht mehr möglich sei. In den Debatten verständigten sich die Staats- und Regierungschefs der G8-Staaten zuletzt darauf, dass die unterschiedlichen ökonomischen Verhältnisse in den Ländern keine gemeinsamen wirtschaftspolitischen Maßnahmen zuließen. Auch die Abschlusserklärung vermied eine Festlegung in dieser Kontroverse und nannte Merkels Forderung nach Haushaltsdisziplin zugleich mit möglichen staatlichen Konjunkturprogrammen. Kanzlerin Merkel erklärte auf dem Gipfel: "Konsolidierung und Wachstum sind zwei Seiten einer und derselben Medaille" und betonte die Einigkeit zwischen Deutschland und Frankreich in dieser Frage.
Ein weiteres Thema des Gipfels war die Griechische Staatsschuldenkrise. Alle G8-Staaten sprachen sich für einen Verbleib Griechenlands in der Eurozone aus. Zugleich erklärten die Staats- und Regierungschefs die Einhaltung gegebener Zusagen und Verpflichtungen durch das Land zur Voraussetzung einer künftigen Zugehörigkeit zum Euroraum.

### Weitere Themen
Ein weiteres Thema waren die Hungersnöte in Afrika.
Afghanistan sicherten die G8-Staaten weitere Unterstützung bei dem Aufbau eines demokratischen Staates zu, konkrete finanzielle Zusagen sollen allerdings erst auf einer Geberkonferenz im Juli 2012 folgen. Zum iranischen Atomprogramm äußerten die Gipfelteilnehmer ihre ernsthafte Besorgnis, sie forderten Iran auf, Aufklärung über sein Atomprogramm zu geben.
Angesichts der anhaltenden Gewalt im syrischen Bürgerkrieg forderten die G8-Staaten in ihrer Abschlusserklärung Regierung und Aufständische auf, den Konflikt friedlich beizulegen und die UN-Beobachtermission zu unterstützen.
US-Präsident Obama sprach sich auf dem G8-Gipfel für eine Freigabe der strategischen Ölreserven durch die Industriestaaten aus, um Preissteigerungen bei Mineralölprodukten ab Juli 2012 zu verhindern. Zum 1. Juli 2012 hatte die EU im Zusammenhang mit dem Atomprogramm des Iran den Beginn eines Ölembargos gegen iranisches Erdöl angekündigt. Die iranische Führung hatte mit einer Drohung zur Schließung der für die internationalen Ölversorgung wichtigen Straße von Hormus geantwortet. Barack Obama konnte sich mit seiner Forderung aber nicht durchsetzen.